# 和歌森太郎
和歌森 太郎（わかもり たろう、1915年（大正4年）6月13日 - 1977年（昭和52年）4月7日）は、日本の歴史学者・民俗学者。東京教育大学名誉教授。専門は、日本の民衆史・修験道史。

## 経歴
出生から修学期
1915年、千葉県銚子町で生まれた。東京府立第四中学校を経て、東京高等師範学校を卒業し、東京文理科大学に進学。国史学専攻で学び、1939年に卒業。
歴史学研究者
卒業後は東京文理科大学大学助手に採用された。加えて国民精神文化研究所に籍を置き、堀一郎や萩原龍夫らとともに国民の信仰生活に関する調査をおこなった。
太平洋戦争後
その後、東京文理科大学教授に昇格し、東京教育大学教授となった。1951年、博士論文『国史に於ける協同体の研究 : 特に神社との関係について』を東京教育大学に提出して文学博士の学位を取得。東京教育大学文学部日本史学専攻では、桜井徳太郎らとともに古代史講座に属し、「東京教育大学派」とも呼ばれる後進を育成した。しかし、文学部長を務めている際に筑波大学構想がおこり、同大学の筑波移転には強く反対し、また移転反対派の牙城であった文学部においてもその旗手として論陣を張り、評議会や理学部を中心とした推進派と対立したことから、1966年には学部長を辞任、同大学を去った(後に東京教育大学名誉教授)。1976年から亡くなる1977年まで、都留文科大学学長をつとめた。墓所は小平霊園。

## 研究内容・業績
- 歴史学者の松本彦次郎（古代および中世庶民史）、肥後和男（文化史）などに教えを受け、修験道史研究の第一人者となる。一方で西田直二郎門下である肥後の文化史、および1941年から師事した柳田國男の民俗学の影響を受け、従来の文献資料に民俗資料を取り込んだ歴史民俗学的研究を開拓した。
- 教鞭をとった東京教育大学文学部日本史学専攻では、桜井徳太郎（民間信仰史）とともに古代史講座に属し、史学方法論専攻と連携しつつ多くの研究者を育てた。現在に至るまで日本の民俗学界をリードするその流れは「東京教育大学派」と称され、村落の歴史や庶民の生活史を実証的に記述することに特徴を持つ。
- リベラルな歴史学者として知られ、戦後の教育改革で新たに設置された教育科目「社会科」の教科書を最初に執筆したことでも知られる。ただし、戦前は国粋主義色の強い国民精神文化研究所に勤務していた。

## 家族・親族
- 息子：和歌森民男は民俗学者。桐朋学園芸術短期大学教授・学長を務めた[6]。

## 主著
- 『修験道史研究』河出書房 1942
- 『国史に於ける共同体の研究』帝国書院 1947
- 『日本民俗学概説』東海書房 1947
- 『日本民俗論』千代田書房 1947
- 『日本古代社会』壮文社 1949
- 『日本史教育の理論と実際』小石川書房 1949
- 『中世協同体の研究』弘文堂 1950
- 『歴史教育論』金子書房 1950
- 『歴史と民俗学』実業之日本社 1951
- 『日本歴史年表』弘文堂 アテネ文庫　1952
- 『日本歴史』弘文堂 1952
- 『日本歴史辞典』弘文堂 アテネ文庫　1952
- 『日本民俗学』弘文堂 1953
- 『日本人の交際』弘文堂 アテネ文庫　1953
- 『日本社会の形成』要書房 要選書　1954
- 『歴史教育法』金子書房 大学教職課程シリーズ　1954
- 『美保神社の研究』弘文堂 1955
- 『歴史学 論文のまとめ方と書き方』誠信書房 1956
- 『日本風俗史』有斐閣 1956-58
- 『日本史』有精堂出版 1956
- 『歴史の見かた』社会思想研究会出版部 現代教養文庫　1957
- 『年中行事』至文堂 日本歴史新書　1957
- 『はだしの庶民』有信堂 文化新書　1957
- 『相撲のおもしろさ』有信堂 文化新書　1957
- 『日本人の祭礼』岩崎書店 写真でみる日本人の生活全集　1957
- 『歴史と道徳教育』明治図書出版 1958
- 『日本歴史談』毎日新聞社 1958
- 『相撲今むかし』河出書房新社 1963
- 『日本民族史 民俗学的みどころ』筑摩書房 1963
- 『山伏 入峰・修行・呪法』中公新書 1964
- 『日本の民俗 女の一生』河出書房新社 1964
- 『庶民の精神史』河出書房新社 1965
- 『義経と日本人』講談社現代新書 1966
- 『日本人のくらしの歴史』修道社 1967
- 『歴史と民俗と』人物往来社 1967
- 『歴史研究と民俗学』弘文堂 1969
- 『民俗歳時記』岩崎美術社 1970
- 『歴史・伝承の風土』新人物往来社 1971
- 『日本風俗史考』潮出版社 潮新書　1971
- 『酒が語る日本史』河出書房新社 1971
- 『神ごとの中の日本人』弘文堂 1972
- 『日本史の虚像と実像』毎日新聞社 1972 のち角川文庫
- 『派閥の二千年』全3部 読売新聞社 1972-73
- 『天皇制の歴史心理』弘文堂 1973
- 『遊びの文化史』日本交通公社出版事業局 1973
- 『人間勝海舟 孤高の開明』集英社 1974
- 『神と仏の間：日本人の宗教意識』弘文堂 1975
- 『歴史と日本人：和歌森太郎対談集』新人物往来社 1975
- 『日本史の巷説と実説』毎日新聞社 1975
- 『柳田国男と歴史学』日本放送出版協会 1975
- 『日本史人間模様』文一総合出版 1977
- 『酒・旅・相撲』ゆまにて 1977
- 『陰謀の古代史』角川文庫 1977

### 著作集
- 『和歌森太郎著作集』(全16巻) 弘文堂 1980-1983

### 共著
- 『社会科教育法』柳田國男共著、実業之日本社 1953
- 『日本の歴史』編著、有斐閣 1957
- 『少年少女日本歴史全集』尾崎士郎共著、集英社 1961-1962
- 『決定的瞬間史』尾鍋輝彦共著、雪華社 1965
- 『日本の女性史』(全4巻) 山本藤枝共著、集英社 1965-1966
- 『学習漫画日本の歴史』(監修) 集英社 1967-68
- 『百夜一話・日本の歴史』(全9巻) 山本藤枝共著、集英社 1969-70
- 『百夜一話・日本の歴史』10-12巻 水江漣子共著、集英社 1971
- 『結婚入門』和歌森玉枝共著、実業之日本社 1972

論文
- 国立情報学研究所収録論文 国立情報学研究所.2010.05.16閲覧。

記念論集
- 『明治国家の展開と民衆生活』和歌森太郎先生還暦記念論文集編集委員会、弘文堂 1975
- 『近世封建支配と民衆社会』和歌森太郎先生還暦記念論文集編集委員会、弘文堂 1975
- 『古代・中世の社会と民俗文化』和歌森太郎先生還暦記念論文集編集委員会、弘文堂 1976

## 和歌森太郎に関する参考文献
- 梅野正信『和歌森太郎の戦後史:歴史教育と歴史学の狭間で』教育史料出版会、2001年。 NCID BA54149216。